# ذلمان (يريم)

تعديل مصدري - تعديل

ذلمان هي إحدى قرى عزلة بني منبة بمديرية يريم التابعة لمحافظة إب، بلغ تعداد سكانها 340 نسمة حسب تعداد اليمن لعام 2004.